# John Ross Bowie
John Ross Bowie (New York, 30 maggio 1971) è un attore, musicista e modello statunitense.

## Biografia
Meglio conosciuto per aver interpretato Barry Kripke in The Big Bang Theory, ha anche fatto il modello e portavoce per la compagnia di vendita al dettaglio Ben E. Fitz. È apparso negli spot pubblicitari della Progressive Corporation, ed ha recitato nel film del 2004 What The Bleep Do We Know? insieme a Marlee Matlin. Tra gli altri suoi crediti, vi è un cameo nel comedy-drama Glee e tra il 2016 e il 2019 partecipa alla serie Speechless.
John è un ex membro del gruppo pop punk newyorchese EGGHEAD.

## Filmografia

### Cinema
- Life of the Party, regia di Barra Grant (2005)
- Santa Clause è nei guai (The Santa Clause 3: The Escape Clause), regia di Michael Lembeck (2006)
- Sex Movie in 4D (Sex Drive), regia di Sean Anders (2008)
- La verità è che non gli piaci abbastanza (He's Just Not That Into You), regia di Ken Kwapis (2008)
- Fully Loaded (2011)
- Corpi da reato (The Heat) regia di Paul Feig (2013)
- Jumanji: The Next Level, regia di Jake Kasdan (2019)
- Grimcutty - Nutri la tua follia (Grimcutty), regia di John Ross (2022)

### Televisione
- A.U.S.A. - serie TV, 8 episodi (2003)
- Joan of Arcadia - serie TV, 1 episodio (2004)
- CSI: NY - serie TV, 1 episodio (2004)
- Streghe (Charmed) - serie TV, 1 episodio (2004)
- Girlfriends - serie TV, 1 episodio (2004)
- Reno 911! - serie TV, 4 episodi (2005-2008)
- Las Vegas - serie TV, 1 episodio (2005)
- Psych - serie TV, 1 episodio (2006)
- Heroes - serie TV, 1 episodio (2007)
- CSI: Scena del crimine (CSI) - serie TV, 1 episodio (2007)
- Detective Monk (Monk) - serie TV, episodio 6x11 (2008)
- Childrens Hospital - serie TV, 6 episodi (2008-2011)
- La peggiore settimana della nostra vita (Worst Week) - serie TV, 1 episodio (2008)
- The Big Bang Theory - serie TV, 25 episodi (2009-2019)
- I maghi di Waverly (Wizards of Waverly Place) - serie TV, 1 episodio (2009)
- Glee - serie TV, 1 episodio (2009)
- The Glades - serie TV, 1 episodio (2010)
- Buona fortuna Charlie (Good Luck Charlie) - serie TV, 2 episodi (2010-2013)
- Bones - serie TV, 1 episodio (2011)
- House of Lies - serie TV, 2 episodi (2012)
- Retired at 35 - serie TV, 7 episodi (2012)
- Brooklyn Nine-Nine - serie TV, episodio 1x06 (2013)
- The Wrong Mans - serie TV, 4 episodi (2014)
- Chasing Life - serie TV, 7 episodi (2014-2015)
- Marry Me - serie TV, 1 episodio (2015)
- Veep - Vicepresidente incompetente (Veep) - serie TV, 1 episodio (2016)
- Speechless - serie TV, 63 episodi (2016-2019)
- Feel Good - serie TV, 5 episodi (2021)
- The Rookie - serie TV, episodio 4x14 (2022)

### Doppiatore
- Sofia la principessa - serie TV, 3 episodi (2013-2018)
- La legge di Milo Murphy - serie TV, 4 episodi (2018-2019)
- Big Hero 6 - La serie - serie TV, 1 episodio (2018)

## Doppiatori italiani
Nelle versioni in italiano delle opere in cui ha recitato, John Ross Bowie è stato doppiato da:
- Oreste Baldini in Psych, The Glades
- Luigi Scribani in CSI: NY
- Alessandro Quarta in CSI - Scena del crimine
- Francesco Prando in Detective Monk
- Giuliano Bonetto ne La verità è che non gli piaci abbastanza
- Fabrizio Mazzotta in The Big Bang Theory
- Guido Di Naccio in Glee
- Nanni Baldini in Buona fortuna Charlie
- Daniele Raffaeli in Burn Notice - Duro a morire
- Massimo De Ambrosis in Speechless
- Fabrizio Valenzi in Station 19
- Francesco Pezzulli in Love

Da doppiatore italiano è sostituito da:
- Gianluca Tusco in Big Hero 6 - La serie